# Ozimica (wieś)
Ozimica – wieś w Bośni i Hercegowinie, w Federacji Bośni i Hercegowiny, w kantonie zenicko-dobojskim, w gminie Žepče. W 2013 roku liczyła 1431 mieszkańców, z czego większość stanowili Boszniacy.